# 李鎮區 (阿肯色州布恩縣)
李鎮區（英語：Lee Township）是位於美國阿肯色州布恩縣的一個行政鎮區。

## 地方資料
根據2010年美國人口普查的數據，李鎮區的面積為118.73平方千米，當中陸地面積為118.72平方千米，而水域面積為0.01平方千米。當地共有人口1867人，而人口密度為每平方千米15人。